# 馬來西亞旅遊諮詢中心

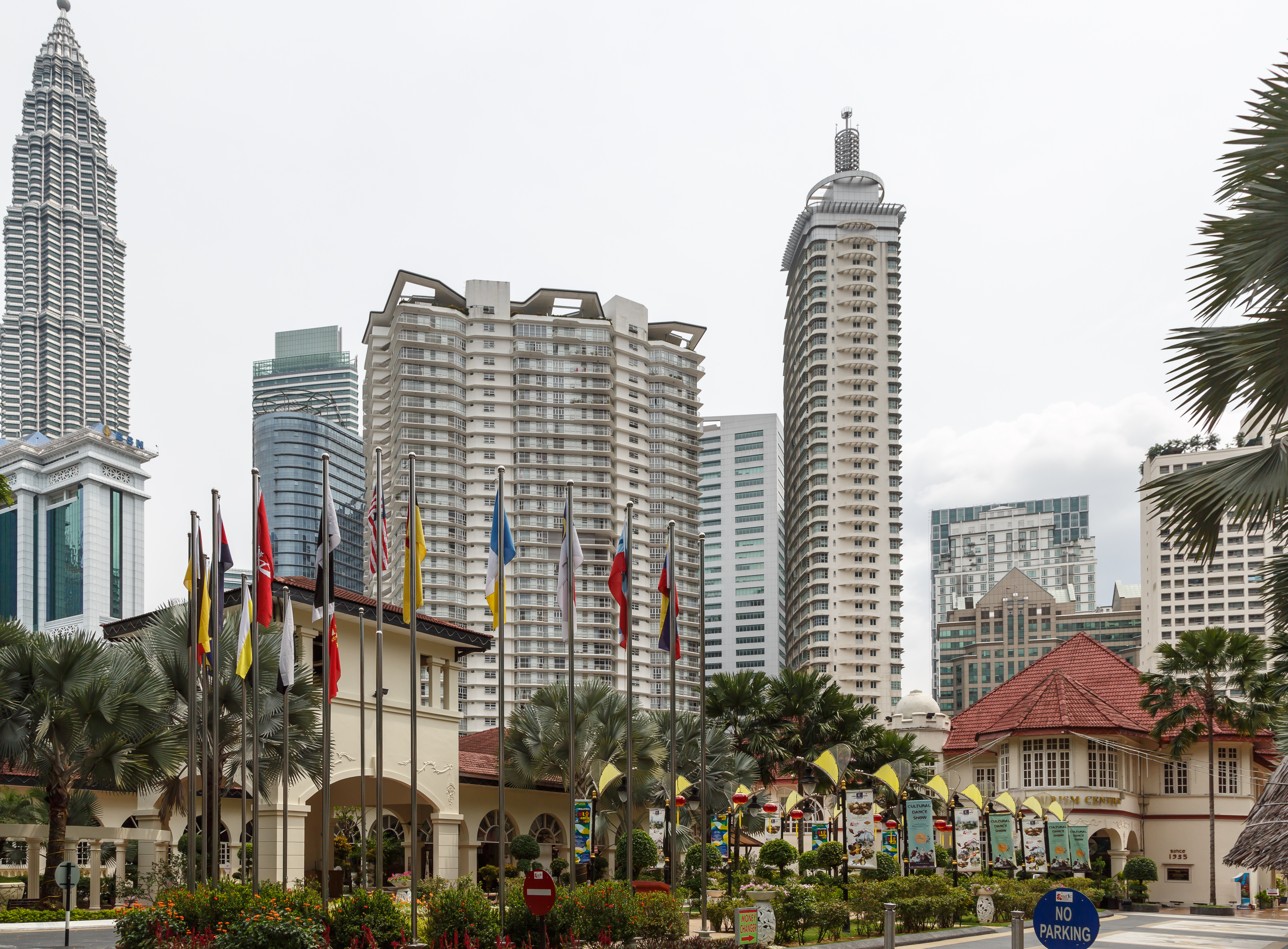
馬來西亞旅遊諮詢中心外觀

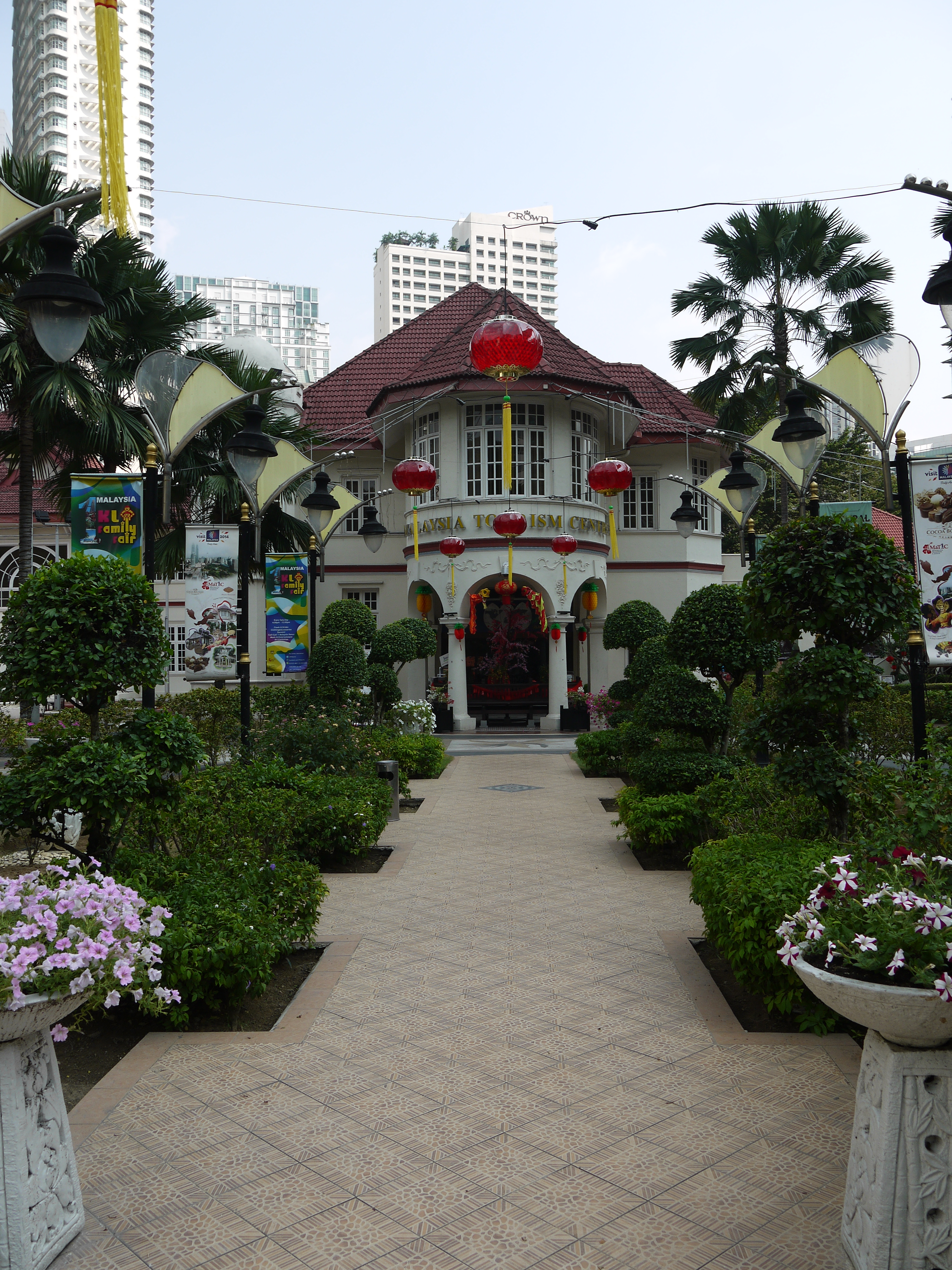
馬來西亞旅遊諮詢中心的正面及前庭

馬來西亞旅遊諮詢中心（Malaysia Tourism Centre, MaTiC）位於吉隆坡安邦路(Jalan Ampang)上，臨近國油雙峰塔。旅遊諮詢中心成立的目的是為遊客提供關於馬來西亞的旅遊資訊，另外這裡也提供遊客訂購旅店、機票、旅遊配套和錢幣兌換的服務，馬來西亞觀光警察也在這裡設立櫃檯，為遊客提供報案和援救服務，同時這裡還設有手工藝中心、迷你劇場、紀念品店、巧克力專賣坊，以及一家提供高檔馬來料理的莎羅瑪劇院餐廳（Saloma Theatre Restaurant）。

## 建築歷史
這棟佔地2.6公頃且充滿殖民色彩的建築，於1935年落成，是昔日馬來亞錫礦和橡膠大亨余東璇（Eu Tong Sen）的私人豪宅。在過去78年以來，一直被視為權要的福地，甚至是軍事用途的所在地。在第二次世界大戰爆發的1941年，它曾被當成英殖民政府的軍事基地，在1942年吉隆坡淪陷後，隨即被日本接管成為日本皇軍司令的總部，直到1945年二戰結束為止。在戰後這棟建築重回英國殖民者的手中，充當英軍指揮部，直到1956年。
1957年，馬來亞聯合邦（Federation of Malaya）成立後，這棟建築被收歸國有，並以馬來西亞第一任首相——东姑阿都拉曼的名字，命名為東姑•阿布杜拉曼禮堂（Tunku Abdul Rahman Hall）。此後，馬來西亞許多重要儀式曾在這棟建築舉行，包括馬來西亞的首次國會、以及多項國際會議，如亞遠東經委會會議 (ECAFE)，曾有4名最高元首的登基儀式在這裡舉行。另外，從1958年起，國家美術館就設立在這裡，直到1984年新館成立後才遷走，馬來西亞檔案局及皇家印章看守機構也曾短暫進駐過這裡。

## 成為旅遊諮詢中心
1988年，馬來西亞旅遊部大規模整修建築，增建主體建築的左右兩翼，並於1989年8月中旬正式對外開放，取名為馬來西亞旅遊資訊綜合大樓（Malaysia Tourist Information Complex , MATIC）為國內外遊客提供服務。2001年，隨著旅遊新徽标啟用，馬來西亞旅遊資訊綜合大樓方易名為現在的馬來西亞旅遊資訊中心（Malaysia Tourism Centre, MaTiC）。在建築整修後，成為全方面為遊客提供各種功能的服務平台，除了一般的遊客諮詢服務外，在每週二、四、六和日的下午三點，在建築內的冷氣劇場提供免費的文化表現，呈現馬來人、華人、印度人及東馬各原住民的傳統舞蹈，展現馬來西亞的多元文化。

## 相片集

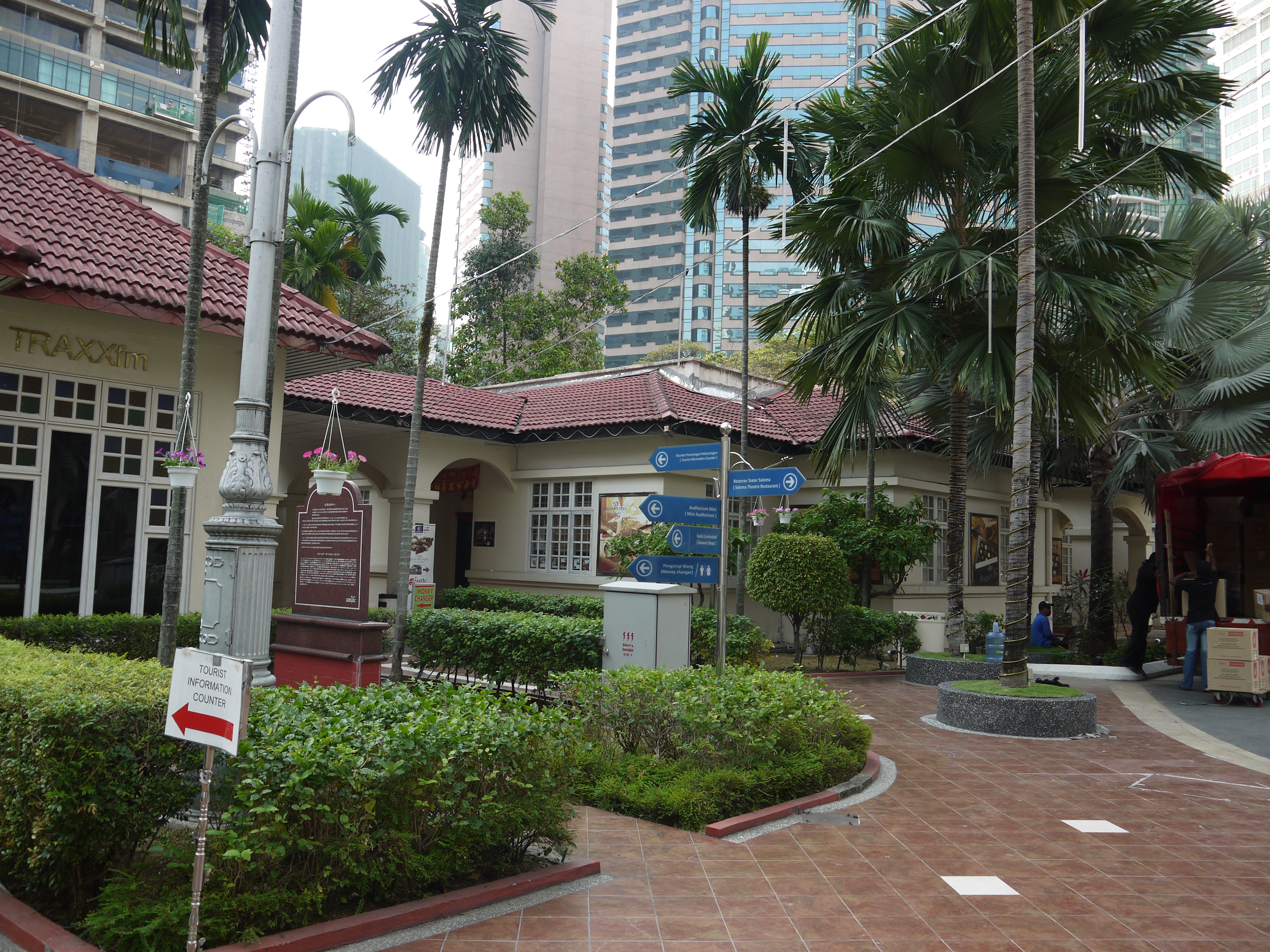
馬來西亞旅遊諮詢中心的一角
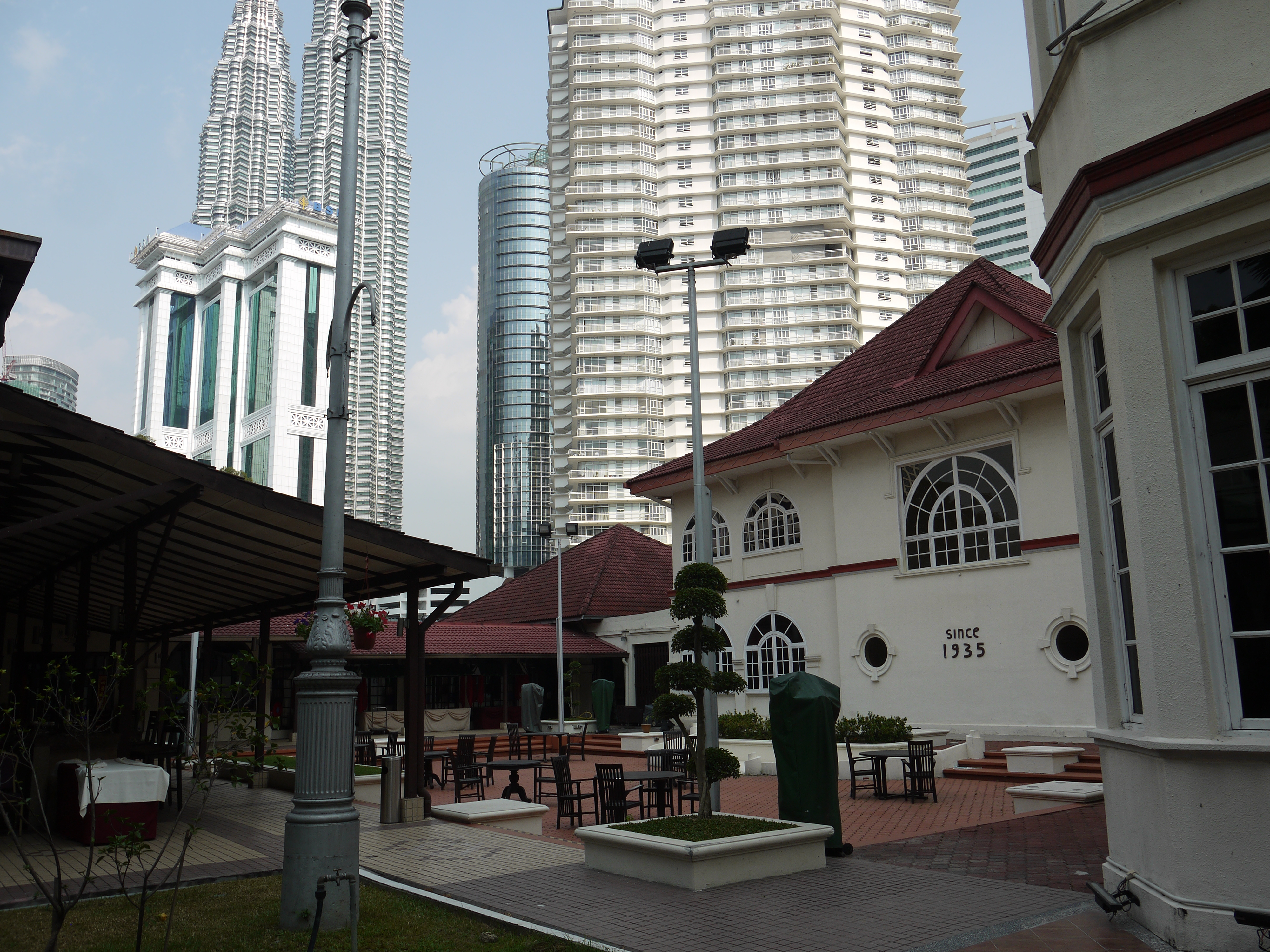
側廳
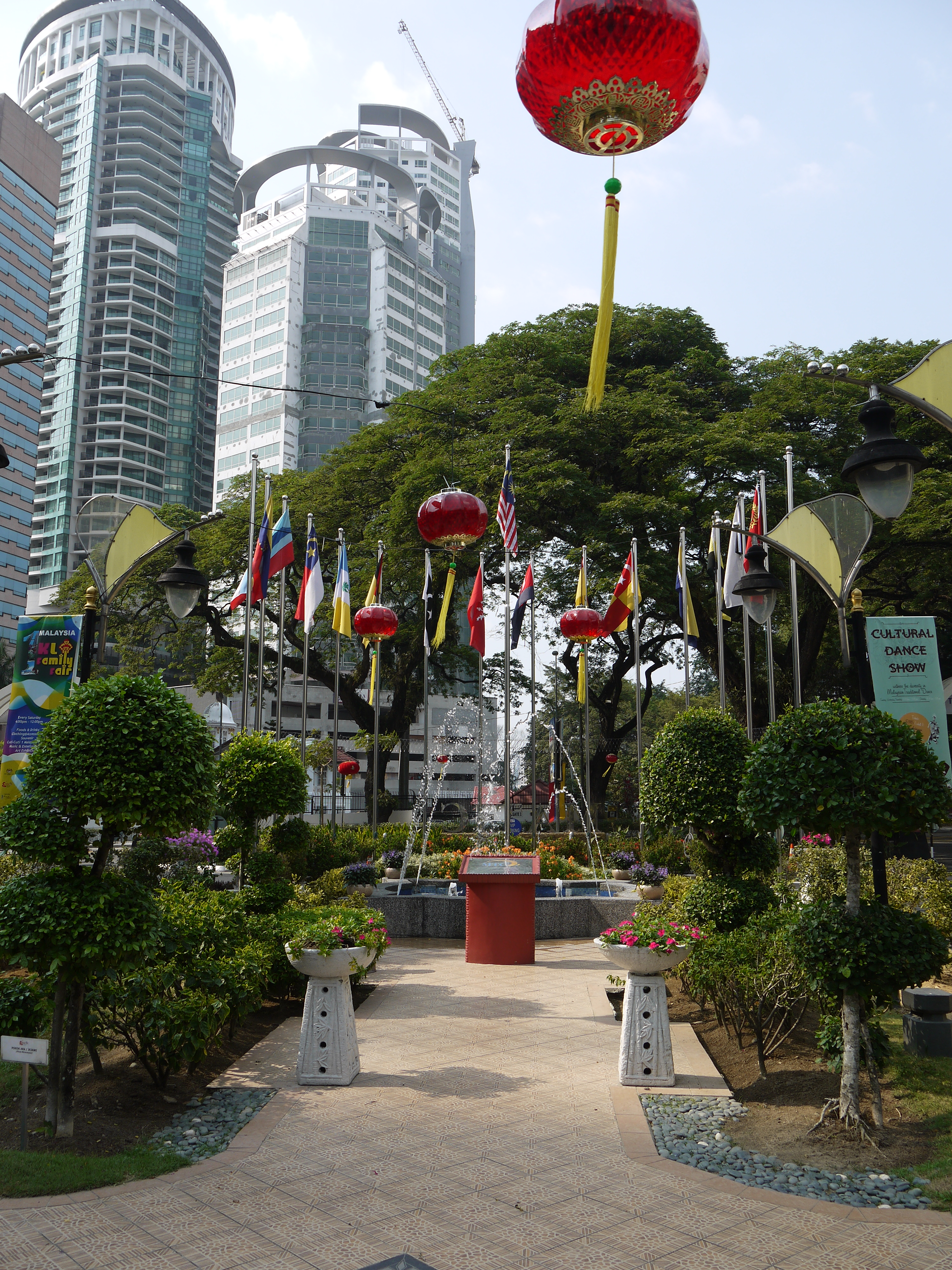
前院
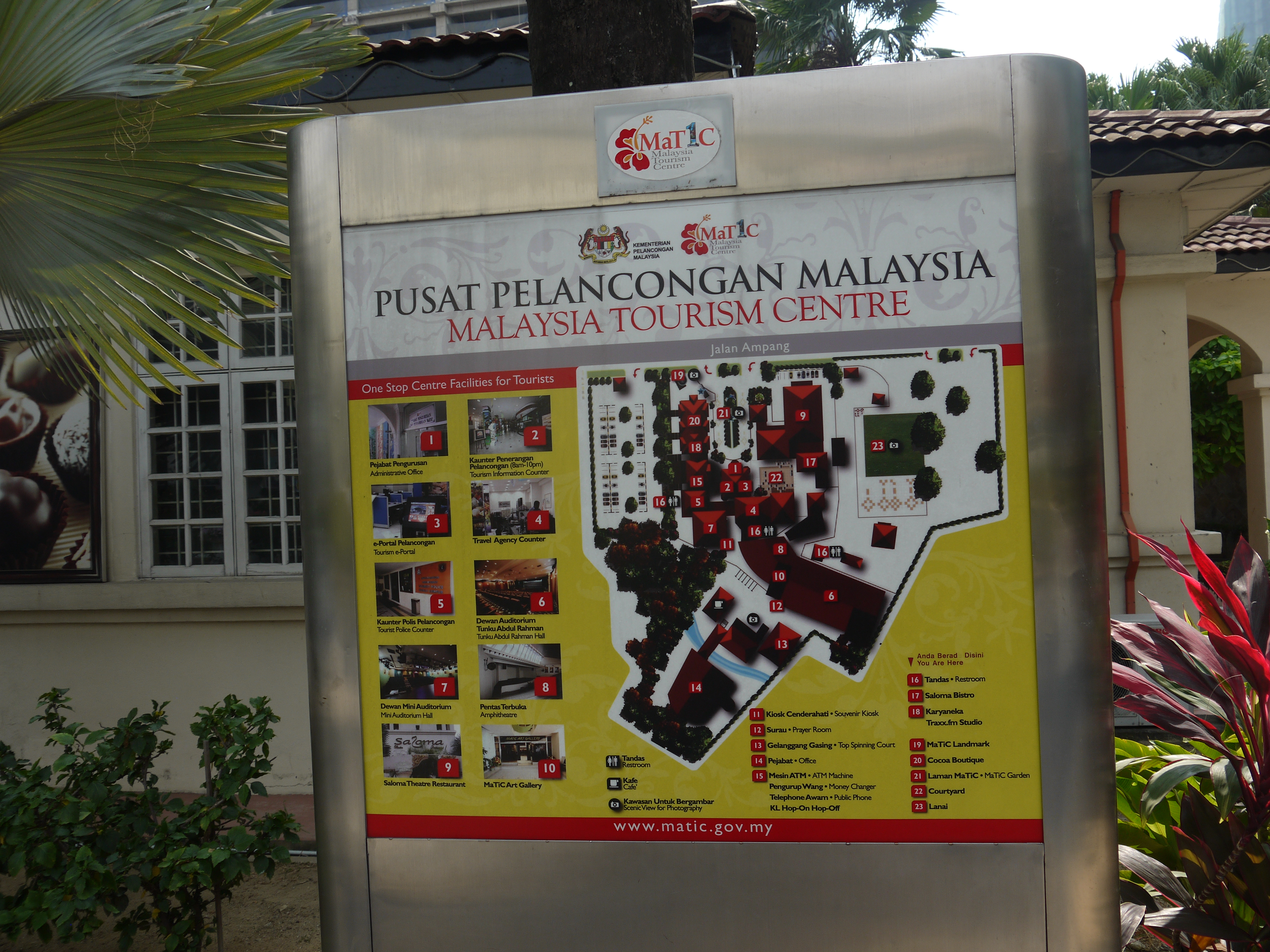
園區內的平面圖

## 外部連結
- 官方網站 （页面存档备份，存于）
- 馬來西亞旅遊局 （页面存档备份，存于）